# Museu de l'Àgora d'Atenes
El museu de l'Àgora d'Atenes està albergat en la Stoà d'Àtal, el gran pòrtic hel·lenístic, reconstruït entre 1953 i 1956, al costat est de l'Àgora d'Atenes. Depèn del Primer Eforato d'Antiguitats prehistòriques i clàssiques.

## Col·leccions
És un museu temàtic, la col·lecció principal, de grandària modesta, concerneix sobretot a el funcionament de la democràcia atenesa, de la qual una gran part dels centres de poder estaven localitzats a l'Àgora o en els seus voltants. S'exhibeixen inscripcions relatives a l'administració ia la diplomàcia de la ciutat antiga, accessoris que testifiquen el funcionament de les institucions democràtiques (clepsidra, kleroterion, ostracas, fitxes de vot), i estàtues honorífiques o votives.
L'altra part de la col·lecció versa sobre l'ocupació d'aquesta zona de la ciutat des del període geomètric fins a l'època medieval.

## Galeria

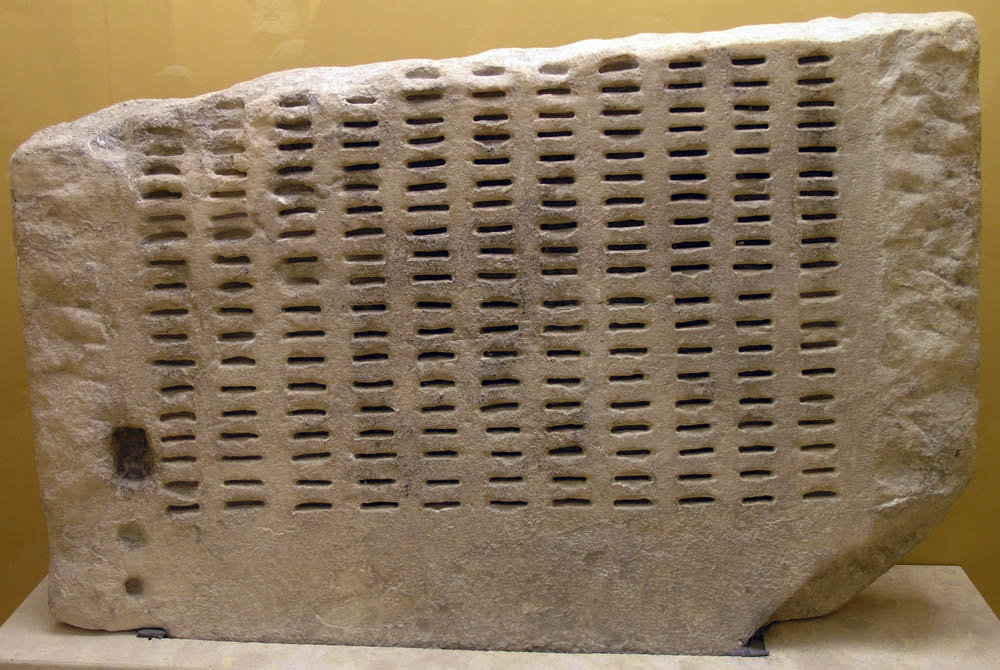
Cleroterion: màquina per al sorteig dels càrrecs en Atenes .
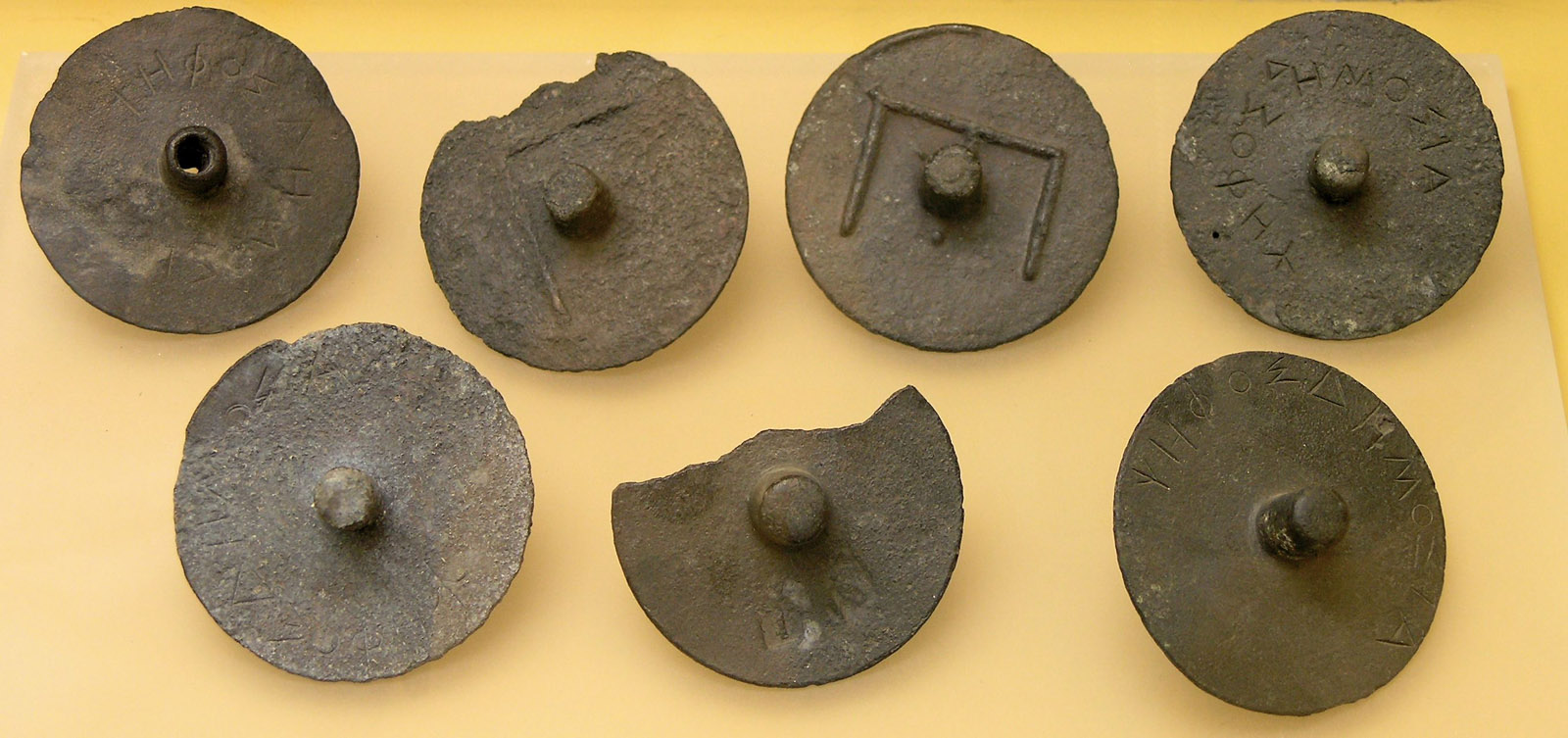
Fitxes de vot, de bronze, utilitzades sobretot pels jurats de la Heliea. Inscripció: ΨΗΦΟΣ ΔΗΜΟΣΙΑ, «vot públic».
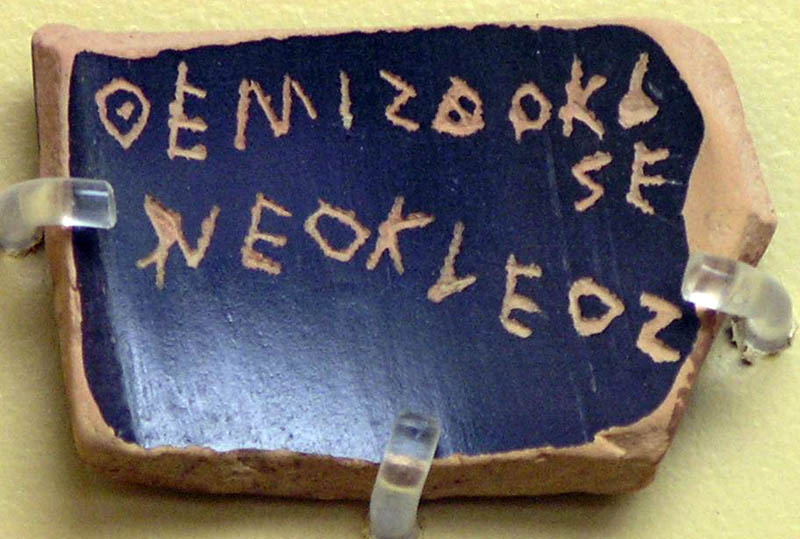
Ostracon amb el nom de Temístocles (490 / 480-460 a. C.) Inscripció: ΘΕΜΙΣΘΟΚΛ // ΕΣ ΝΕΟΚΛΕΟΣ.